# Гугово
Гугово (грч. Βρυτά, Врита) је насељено место у општини Воден у периферији Средишња Македонија, Грчка. Према попису из 2021. године било је 376 становника.
Према бугарском географу и историчару, Василу Канчову, у Гугову је 1900. године живело 260 Словена хришћана. Године 1924. насељено је око десет грчких избегличких породица, укупно 51 особа. Међутим, пошто се нису навикле на средину где су дошле, грчке породице су постепено напуштале село, тако је Гугово од 1941. године опет било насељено само Словенима. На попису из 1951. године Гугово је имало 526 становника.